# Most vzdechů
Most vzdechů (italsky Ponte dei Sospiri) je krytý, asi 11 m dlouhý můstek v Benátkách. Byl vystavěn z bílého mramoru v roce 1574 a spojuje výslechovou místnost v Dóžecím paláci s blízkým vězením. Jeho současný název mu dali teprve romantici v 19. století, podle lorda Byrona je odvozen od srdceryvných vzdechů vycházejících z hrdel odsouzených vězňů, kteří tudy bývali odváděni do vězení.